# كوينسي لويس
كوينسي لويس (بالإنجليزية: Quincy Lewis) مواليد 26 يونيو 1977 في ليتل روك، هو لاعب كرة سلة أمريكي معتزل. بدأ مسيرته الاحترافية في سنة 1999. تم اختياره من قبل فريق يوتا جاز خلال الدرافت. يبلغ طوله 6 قدم 7 بوصة (2.0 م). حقق المركز الأول في ألعاب النوايا الحسنة 1998. اعتزل اللعب في 2009.

## المسيرة الاحترافية
لعب مع يوتا جاز من سنة 1999 إلى 2002، ثم لعب مع مكابي تل أبيب لكرة السلة في موسم 2002–2003، ثم لعب مع مينيسوتا تمبر ولفز في موسم 2003–2004، ثم لعب مع أليكانتي في موسم 2004–2005، ثم لعب مع أولمبياكوس في موسم 2005–2006، ثم لعب مع أليكانتي في موسم 2006–2007، ثم لعب مع بلباو باسكت في الدوري الإسباني من سنة 2007 إلى 2009.

## الميداليات
| الميدالية | المسابقة                  |
| --------- | ------------------------- |
| ذهبية     | ألعاب النوايا الحسنة 1998 |

## روابط خارجية
- كوينسي لويس على موقع إن بي أي (الإنجليزية)
- كوينسي لويس على موقع سبورتس رفرنس (الإنجليزية)
- كوينسي لويس على موقع الدوري الإسباني لكرة السلة (الإسبانية)
- كوينسي لويس على موقع كرة السلة الأوروبية.كوم (الإنجليزية)
- كوينسي لويس على موقع كلية كرة السلة في سبورتس رفرنس.كوم (الإنجليزية)
- كوينسي لويس على موقع ريلجم (الإنجليزية)
- كوينسي لويس على موقع بروبوليرز (الإنجليزية)
- كوينسي لويس على موقع سبورتس رفرنس (الإنجليزية)